# غوان مصدي الهوامش
غوان مصدي الهوامش (الاسم العلمي: Penelope superciliaris) هو نوع من الطيور يتبع جنس الغوان بنيلوب من فصيلة القرازية.